# Hieracium leptoglossum
Hieracium leptoglossum là một loài thực vật có hoa trong họ Cúc. Loài này được (Elfstr.) Dahlst. mô tả khoa học đầu tiên năm 1903.